# Escites
|  | Per a altres significats, vegeu «Escites de Zancle». |

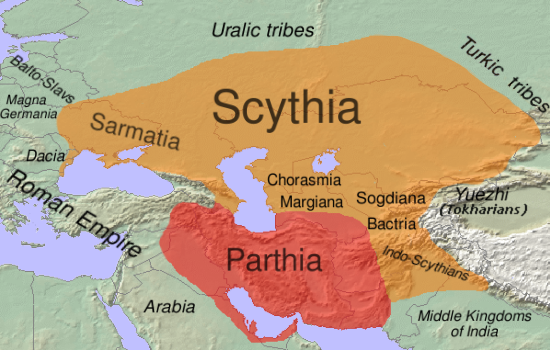
Extensió aproximada d'Escítia i Sarmàcia al

Els escites eren un poble nòmada, pastor i migrador. Sorgits a l'Àsia central, van emigrar cap a l'Iran i Anatòlia, arribant finalment fins al Caucas, l'estepa d'Ucraïna, les estepes del sud de Rússia i la moderna Romania.

## Orígens
Els escites eren un poble indoeuropeu de les estepes del nord de la mar Càspia, que procedia originàriament de l'Àsia central (estepes) i de la mar Negra, que es va arribar a estendre fins a 6.000 quilòmetres i que es van desplaçar cap a Europa oriental (Euràsia) durant el segle vii aC. La font historiogràfica principal d'aquest poble és Heròdot, però també n'hi ha de xineses (on se'ls denomina sai), perses i fins i tot bíbliques.
Bàsicament era un poble nòmada: caçadors recol·lectors i depredadors que desplaçaven les seves cabanes amb els carros arrossegats per bous. Eren bons arquers i guerrers que dominaven la roda i el cavall. El cavall era summament important per la seva versatilitat: guerra, desplaçaments i fins i tot alimentació (de les eugues aconseguien fermentar un formatge i una beguda alcohòlica amb base de iogurt: kumis).
Culturalment parlaven una llengua iraniana, tot i que no tenien escriptura. Dominaven l'ús del cànem a teixir robes tan fines com les de lli i per a preparar un bany de vapor embriagador i cerimonial. Segons Heròdot usaven el cànem com a psicotròpic, i es reunien en tendes ben tancades on cremaven llavors de cànem sobre pedres molt calentes. El vapor provocava que els assistents comencessin una gran cridòria, i el vapor els servia de bany en lloc d'aigua. Les dones barrejaven les llavors de cànem amb una barreja de fustes diverses i feien una farina que s'escampaven pel cos per rentar-se. Eren  polígams per raons econòmiques i d'alta mortaldat dels homes per la divisió sexual del treball (els homes la caça i la guerra, i les dones la família, l'alimentació i el tèxtil).
Les tradicions funeràries són descrites per Heròdot, que relaciona els escites amb els grecs durant el segle v aC en referència als kurgans (tombes grans dels cabdills escites) on podem trobar sacrificis de cavalls i persones, objectes de metalls preciosos (copes, beines d'espases…) amb motius escites o grecs. Això fa pensar en l'intercanvi cultural d'escites instal·lats en ciutats gregues, o almenys en encàrrecs entre els dos pobles. Heròdot explica el ritual d'enterrament d'un cabdill: s'obria una fossa quadrangular per enterrar el cadàver, que abans era preparat en un llarg procés, ja que sobre el cadàver s'hi estenia una capa de cera per cobrir-lo, s'obria el cadàver i s'omplia de plantes aromàtiques i es cosia. Els acompanyants a l'enterrament es feien talls a les mans, a les orelles, al cap i a altres parts del cos, i es ferien amb fletxes i punyals. Per acabar s'organitzava una professó on es portava el difunt en un carro i es passejava per tots els llocs on havia exercit govern, que acabava al lloc on s'havia excavat la tomba. Se l'enterrava, juntament amb les concubines, que morien estrangulades, i altres persones, els criats, palafreners i cuiners, i s'hi afegien objectes de gran valor per ornar la tomba, que es recobria amb una gran muntanya de terra, per donar loc al kurgan escita. Heròdot parla d'un enterrament on es van sacrificar cinquanta persones properes al rei amb cinquanta cavalls, tots ells oberts i reomplerts amb palla per evitar la descomposició.
En aquests territoris de contacte, com Òlbia, els mercats estaven més segmentats que a Grècia: l'agricultura exportava, les manufactures tenien un mercat intern tant a les ciutats gregues com en les tribus escites.
Durant el segle iv aC, els escites van desenvolupar el seu punt culminant polític, cultural i econòmic. De fet, es va donar un canvi cap al sedentarisme amb l'agricultura (principalment al mar d'Azov i alguns a la zona del massís de l'Altai) convertint-se en un poble seminòmada.

## Territori
Escítia era una àrea d'Euràsia habitada en l'antiguitat per un poble iranià conegut com els escites. La seva situació i extensió va variar al llarg del temps, des del massís de l'Altai, on s'uneixen les actuals Mongòlia, Xina, Rússia, i Kazakhstan, fins a la del baix Danubi i Bulgària.
El seu territori va arribar a estendre's per uns 6.000 km, des d'Hongria fins a la Manxúria, gràcies a un fet clau en la seva cultura: la domesticació del cavall. Els historiadors grecollatins de l'antiguitat situaven l'Escítia (Escithia) a la costa nord de la mar Negra, les planes al nord del Caucas i a la zona al nord de la mar Càspia, encara que el territori ocupat pels escites, amb fronteres (en especial les septentrionals) poc definides, fluctuava constantment; és així que les antigues cròniques xineses situen poblacions escites en zones que actualment corresponen al Xinjiang.
Donat el seu mode de vida i producció (poble caçador recol·lector i depredador) i al fet d'haver estat grans genets, fa que, en termes generals, el seu territori fos el de l'extens cinturó d'estepes que es troba en el centre d'Euràsia.
A la zona nord-est de la nació escita (en el curs mitjà del riu Volga a Samara (Rússia) vivien els budines i els geló.

## Tribus
Els aspisis i els frurs, els dahes, els cal·lípides, els massàgetes, els saces, els agatirsos i els gruneis van ser pobles escites.

## Costums

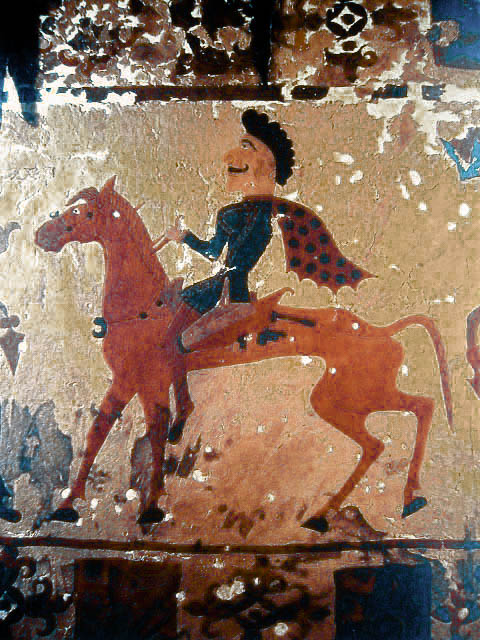
Un genet escita de la regió del riu Ili al Kazakhstan

Els seus contemporanis els consideraven molt salvatges i sanguinaris perquè prenien la sang de la seva primera víctima en una batalla i vestien amb cuirs cabelluts humans, també usaven cranis humans (copes de crani, de vegades, dels seus propis amics i familiars que havien matat en alguna querella o duel) com a vasos.
Algunes tribus escites no enterraven els seus morts i esperaven que els voltors se'ls mengessin i si això passava era un auguri de benestar per a la tribu. L'àguila era una encarnació del déu del vent per a alguns d'ells, van copiar aquesta creença dels sumeris. També abans d'una guerra enviaven pensaments dolents com fletxes als enemics per matar-los i si aquests no morien o emmalaltien procedien a la guerra.
Les tribus anomenades escites reials o escites agricultors que es van assentar a Ucraïna, sembraven blat per vendre'l als grecs. Plini el Vell diu que elaboraven per a transportar i comerciar, unes coques fetes amb llet d'euga i farina de mill.
A més de l'origen històric, es coneixen algunes llegendes sobre l'origen d'aquest poble, que Heròdot recull. Una d'elles diu que en un país buit i desèrtic hi va aparèixer Targitau, que hauria nascut de la unió de Zeus amb una filla del riu Boristenes (el Dniéper). Va tenir tres fills que van regnar després d'ell, Lipoxais, Arpoxais i Colaxais, els progenitors de les diferents tribus escites i van regnar conjuntament fins que van caure del cel quatre objectes d'or: una arada, un jou, una copa i una sàgaris (destral de guerra). Primer s'hi va acostar el fill gran, Lipoxais, i els objectes es van encendre. Quan s'hi va acostar Arpoxais va passar el mateix, i quan Colaxais hi va arribar els quatre objectes es van apagar i els va poder agafar amb les mans, emportant-se'ls a casa. Veient això, els dos germans grans van renunciar al regne, i Colaxais va quedar com a únic monarca.
Una altra tradició, que també transmet Heròdot, està relacionada amb Hèracles. L'heroi, al tornar de la seva aventura amb el gegant Gerió va passar per la regió d'Hilaes i va conèixer Equidna, amb la que es va aparellar. Ella li va donar tres fills, Agatir, que donà nom als agatirsos, Geló, epònim de la ciutat de Gela, i Escites, que fundà el llinatge dels escites. El tercer fill, Escites, va aconseguir tensar un arc que tenia Hèracles, i la seva mare va donar-li el regne d'Escítia, expulsant els altres dos fills.
Els escites tenien la creença que l'or els havia estat proporcionat pels arimaspes, éssers d'un sol ull, els quals havien robat tresors dels nius dels grius.
Els hebreus creien que els cimmeris (que a la Bíblia se'ls coneix com a descendents de Gómer, el net de Noè per Jàfet, el seu fill) eren la tribu mare dels escites criadors de cavalls, que en el Llibre del Gènesi 10, 2-3, se'ls coneix al seu torn com a descendents d'Aixquenaz o Aixkenazí, el primer dels tres fills de Gómer esmentats a la Bíblia en el Gènesi 10:3.
També Magog, el segon dels set fills de Jafet esmentats a la Bíblia, és considerat un escita criador de cavalls i camells bactrians. Segles després, Flavi Josep confirma aquesta creença en la seva història del poble israelià.
Tan embolicat en llegenda, hi ha l'origen com la desaparició d'aquesta tribu de l'escena històrica, ètnia que, com apunten alguns estudiosos, va alternar el major salvatgisme amb la confecció i l'ús d'objectes finament elaborats.
Diversos historiadors van comentar la impossibilitat de Darios I (rei persa de la dinastia dels aquemènides) de conquerir la regió ocupada pels escites, malgrat haver triomfat ja sobre Anatòlia i haver conquerit altres territoris importants. El seu antecessor en el tron, Cir el Gran, va morir a mans d'una tribu escita, els massàgetes, durant una de les seves campanyes militars.
A nivell arqueològic, s'han descobert nombrosos objectes artesans d'or de gran elaboració amb motius equins, ja que eren excel·lents genets, experts a fer llaços i inventors usuaris de l'arc de doble corba, o retratant la seva vida quotidiana, també la tomba dels reis, que eren grans túmuls on, després de ser estrangulats, eren enterrats al costat del monarca els seus més propers servents, concubines i fins i tot cavalls.

### Religió
Es coneixen algunes divinitat escita, la principal, Tabiti (Ταβίτι), equivalent al grec Hèstia (Vesta), que era la més adorada. Altres deïtats eren Api (la Terra), Etòsir (Οἰτόσυρος, Apol·lo), Argimpasa (Afrodita), i Tagimasadas (Posidó), adorat especialment pels escites reials. Mart i Hèrcules eren també adorats sota noms escites.
Se sacrificaven, als déus, captius i animals, però mai porcs. Els cranis dels enemics eren usats com a copes; els guerrers que mataven més enemics eren homenatjats. Algunes tombes de reis que s'han trobat mostren un luxe considerable.

## Exèrcit escita
Els escites eren grans genets, i en la guerra eren temibles arquers a cavall. L'arc escita era un arc compost més aviat petit per poder ser utilitzat còmodament a cavall, fabricat amb fusta, os i tendons d'animals, recorbat, era una arma formidable. Els genets, a més, portaven un característic buirac anomenat goritos, que contenia tant les fletxes com el petit però potent arc. A més, els nobles escites formaven una elit de cavalleria, amb millors armadures i certes peces precursores de futures bardes de cavalleria. S'equipaven amb llances, javelines, destrals «sàgaris» (que va ser adoptada per molts perses i després pels macedonis), i escuts, i amb el temps van anar desenvolupant tàctiques de xoc, encara que mai van abandonar els arcs com a arma. L'armadura típica escita consistia en un cosselet de cuir amb peces de ferro per als arquers a cavall. A més, els escites van desenvolupar les primeres cotes d'escates de ferro o bronze cosides solapadament sobre els cosselets de cuir. Per elms, tenien tant elms de làmines de bronze com les seves tradicionals gorres de feltre punxegudes (gorres frígies, similars a les dels tracis, per exemple), reforçades amb escates metàl·liques. També solien adornar-se amb abundant orfebreria, tant ells com les seves muntures.
Les espases escites (acínaces) mesuraven uns 70 cm de llarg en total, i van anar evolucionant amb el temps: d'una fulla recta de dos talls es va anar canviant a una fulla en forma de triangle, d'un sol tall. Les empunyadures i les fulles estaven profusament decorades. Algunes eren autèntiques obres d'art. Posteriorment, algunes tribus escites es van assentar i es van tornar agricultores al voltant de la mar Negra. Aquestes tribus van reduir la cavalleria i van començar a adoptar cossos d'infanteria competent, bàsicament arquers i tropes auxiliars.

## Etnografia

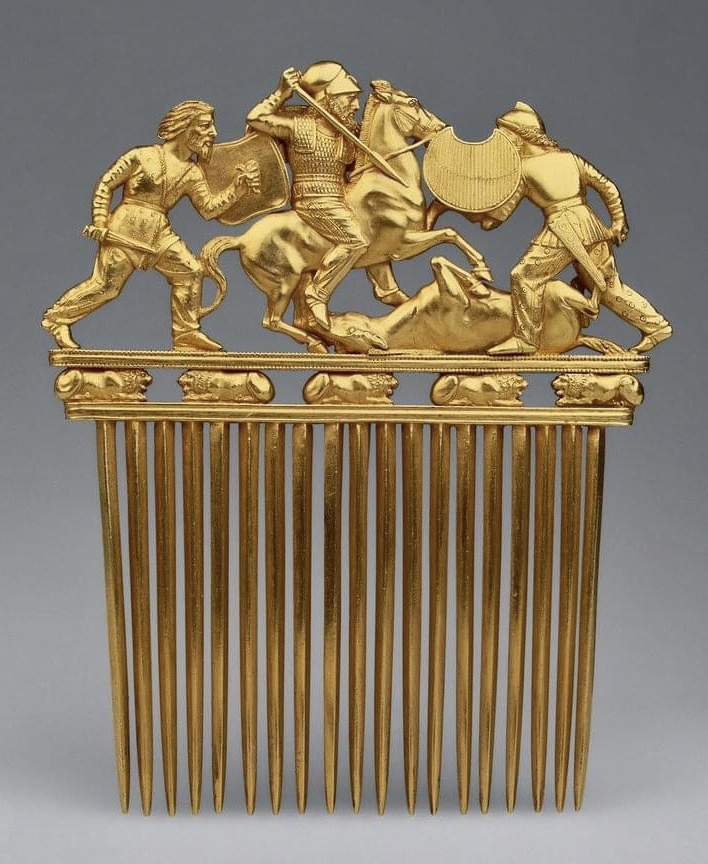
Pinta d'or escita

S'agrupaven en forma de bandes hostils. Els seus rostres estaven adobats pel clima i usaven llargues cabelleres, i els adults, barba. Solien beure de cranis humans (dels seus enemics), dels quals conservaven els cuirs cabelluts com a trofeus. Per suportar millor la fam durant les llargues marxes per les estepes i deserts solien cenyir fortament els cinturons.
Els homes, especialment durant els combats, s'adornaven amb gorres que exhibien banyes (especialment de cérvol), es feien tatuatges en el cos i clavaven un sabre a la terra per adorar-lo en representació del déu de la guerra, semblant al déu de la guerra grec Ares. No tenien temples per a adorar els seus déus. També cridava l'atenció la seva roba de gran colorit, confeccionada amb cuir, pell i feltre, i que solien representar, de forma molt estilitzada i dinàmica, amb animals (cérvols, tigres, panteres, etc.); en suma, un estil típic de l'anomenat art de les estepes.
Vivien en barraques de branques muntades sobre els seus carros de massisses rodes, en constant moviment entre el Danubi i el riu Don o molt més lluny. Les barraques eren rodones o rectangulars, de generoses proporcions, de dues o tres habitacions. Les parets generalment eren de vímet, però també les construïen amb branques lligades amb corretges, i les revestien amb fang o feltre per protegir-se de les pluges i la neu. Les més petites es desplaçaven sobre 4 rodes i les més grans sobre 6, i eren arrossegades per bous.
Eren hàbils genets i millors guerrers i utilitzaven l'arc i la fletxa. Fins i tot cavalcant, tenien una sorprenent habilitat per a disparar. Utilitzaven rudimentàries muntures sense estreps, però eren summament hàbils per a mantenir l'equilibri sobre l'animal. Això, en èpoques en què els pobles europeus no havien desenvolupat els cossos de cavalleria i només posseïen infanteria i carros de guerra, els va permetre desplegar devastadores maniobres de gran mobilitat, exhibint intel·ligents tàctiques, resultat de generacions de combats a cavall. Gràcies a això, van arribar a realitzar incursions a l'Orient Pròxim.
No concebien la vida sense el cavall (era freqüent que adornaren les cues dels cavalls trenades de manera que semblessin un grapat de serps); fins i tot la mort: un escita ric podia dur-se a la tomba fins a cent cavalls. També els utilitzaven com a aliment, menjant i munyint les eugues per fabricar formatges i kumis (una beguda alcohòlica a base de iogurt).
Utilitzaven armadures de cuir i roba amb mànigues estretes que els permetien llibertat de moviment. Utilitzaven com armament, a més de l'arc i la fletxa, una espasa de fulla recta de bronze o de ferro, i un escut de cuir reforçat amb plaques metàl·liques. Durant les seves incursions, muntaven mantenint una notable harmonia de moviments, i fins i tot s'alimentaven muntats en els seus cavalls, que obtenien dels ramats salvatges de les estepes. Molts dels seus costums van ser adoptats després pels huns.
Cada home tenia gran quantitat d'esposes i aquestes la seva comitiva. Les corts dels rics semblaven mercats, on la menys important de les esposes podia arribar a tenir una vintena de cases sobre rodes per als seus servents. La poligàmia tenia raons econòmiques. Els homes s'ocupaven de la caça i la guerra, mentre que les dones s'ocupaven dels animals, la generació d'aliments, construcció de les cases, l'adob de pells, amb les quals feien roba i sabates, i altres elements amb què també comerciaven. D'altra banda, donada la divisió sexual del treball que hi havia entre ells i l'índole de les activitats assignades als homes (caça, depredació i guerra), és gairebé segur que hi havia una elevada quantitat de mortaldat d'homes en edat reproductiva, per la qual cosa la forma de compensar el "dèficit" d'homes era la poligàmia.
Atès que desconeixien l'escriptura, no tenim documents escites, però se'ls coneix històricament per les descripcions fetes per Heròdot, Hipòcrates i d'altres. Aquests escriptors han descrit de la mateixa manera diverses tribus amb similar comportament, sobretot en les seves tradicions funeràries, de les quals es coneix la gran pompa que exhibien en el moment d'enterrar els reis o personatges importants. Llavors, el terme escita no designa un únic poble, sinó nombrosos grups d'individus que compartien una cultura comuna.
Les seves tombes eren molt visibles, ja que enterraven els morts ressaltant la seva ubicació apilant terra i roques per formar monticles (kurgan en rus), confiant que els seus enemics no molestarien els seus morts en el seu últim domicili, per la por que suscitaven els escites a aquells a qui sotmetien.
Durant el segle xviii, el tsar Pere I de Rússia va construir el Museu Imperial, on es va exhibir part dels tresors trobats a les estepes ucraïneses, on s'estima que hi ha uns 100.000 túmuls d'aquesta classe, i la zona de Minunsinsk (Sibèria) és on es troba la major concentració d'aquestes tombes. Les peces recuperades de les tombes escites es troben actualment en el Museu de l'Hermitage a Sant Petersburg.

## Història

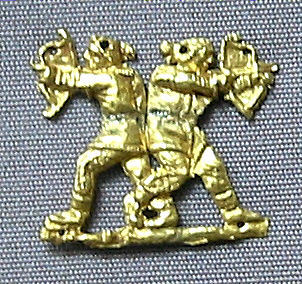
Figura que retrata els arquers escites, probablement trobada a Crimea

Els primers registres trobats sobre els escites daten de la primera meitat del segle vii aC. Durant el segle iv aC, quan els escites van arribar al major desenvolupament polític, cultural i econòmic, molts components de la comunitat escita es van convertir en agricultors sedentaris, a la zona nord del mar d'Azov, i arribaren fins i tot al krai de l'Altai. Allà van formar el seu regne amb capital a la ciutat que els grecs van anomenar Panticapea (avui Kámenskoe Gorodishche).
Fins i tot Darios I, rei dels perses, al 514 aC va intentar conquerir aquest regne, al comandament de 700.000 soldats creuant el Danubi cap a les estepes actualment ucraïneses, però sense aconseguir derrotar els escites, que van terroritzar els perses mitjançant pluges de fletxes que van desorganitzar les seves files, i atacant-los ferotgement a cavall.
Un dels seus grans reis, Atheos (nascut el 430 aC), va començar una sèrie de campanyes que el van portar a unificar moltes de les tribus escites (400 aC), estenent el seu poder des del riu Tanais fins a Tràcia. La seva expansió cap als Balcans el va portar a entrar en conflicte amb els macedonis després de fracassar diversos intents d'aliança entre tots dos. Atheos va morir a l'edat de 90 anys durant una batalla contra Filip de Macedònia, a les planes de l'actual Dobruja (339 aC). No obstant això, el regne va continuar, tot i les pressions dels tracis, celtes, sàrmates, dacis, getes i massàgetes.
Els principals rivals dels escites van ser pobles sorgits, segons sembla, del mateix tronc comú: els cimmeris (expulsats pels escites de Crimea), els ja esmentats getes i els massàgetes, així com principalment els tocaris, els wusun i els sàrmates, que els van derrotar entre el segle I aC i el segle I.

## Reis Escites[14]

### Reis dels primers escites
- Ispakaia va regnar des d'un any desconegut fins al 679 aC.
- Bartatua des del 679 aC al 659 o 658 aC.
- Màdies de circa 659 o 658 aC a 625 aC.

### Reis escites del Pont
- Espargapites, rei dels agatirsos, al voltant del 610 aC.
- Licos, en torn a l'any 600 aC.
- Gnur, cap a l'any 575 aC.
- Sauli la dècada del 550 aC.
- Idantirs circa 530 aC - circa 500 aC.
  - Escopasis, rei amb Idantirs.
- Argotas circa 507 aC, circa 490 aC.
- Ariapites c. 490 aC a 460 aC.
- Esciles c. 460 aC al 450 aC.
- Octamasadas, c. 450 aC - 430 aC.
- Eminaces als voltants de l'any 420 aC.
- Ateas circa 360 aC fins al 339 aC.
- Agaros als voltants del 310 aC.

### Reis escites de Crimea
- Escílor va regnar al segle ii aC
- Palacus als voltants de l'any 120 aC.

### Reis escites del Danubi
- Tanusakos al segle ii aC
- Kanitos, al segle ii aC
- Sariakos, al segle ii aC
- Akrosakos, al segle ii aC
- Caraspos, al segle ii aC
- Ailios, al segle ii aC

## Descendents actuals
A alguns pobles existents, se'ls atribueix un origen gairebé directe dels escites, entre aquests hi ha els ossets del Caucas (Ossètia) i fins i tot els iàcigues que habiten a la part oriental d'Hongria, però en el cas dels ossetes sembla predominar un llinatge dels alans sobre el probable llinatge escita. Pel que fa als iàcigues, com els cumans, fa aproximadament un segle que estan aculturats amb els magiars.